# Georg Dreke
Georg Dreke (* 8. Januar 1901 in Jänickendorf; † 1956 in Potsdam) war ein deutscher Politiker der KPD und der SED. Dreke war Leiter des Kreistags Prenzlau im Bezirk Neubrandenburg innerhalb der DDR.

## Leben
Georg Dreke war Transportarbeiter und Mitglied des Kommunistischen Jugendverbands Deutschlands. Er trat 1928 der KPD bei. Im gleichen Jahr bis Oktober 1933 war Dreke Instrukteur seiner Partei im Unterbezirk Schöneberg und war parallel von 1931 bis 1933 als Organisationsleiter der KPD in Prenzlau tätig. Anschließend leitete er die lokalen Strukturen der Roten Hilfe. Dreke wurde 1932 zu drei Wochen Haft verurteilt, weil er gegen das Presserecht verstieß. Im Februar 1933 nahm Schulz als „Ersatzkader“ der Bezirksleitung Brandenburg an der Illegalen Tagung der KPD im Sporthaus Ziegenhals teil. Ersatzkader wurden tätig, wenn Mitglieder der Bezirksleitung verhaftet wurden. Zum Schutz der eigenen Funktionäre wurden diese nach dem einsetzten Repression durch die nationalsozialistische Regierung in Gebiete eingesetzt, wo sie zuvor nicht politisch tätig und daher vor Ort unbekannt waren. Dreke wurde in diesem Zusammenhang nicht mehr in Prenzlau, sondern als Instrukteur im preußischen Regierungsbezirk Potsdam eingesetzt. Januar 1934 stand er der KPD in Brandenburg-Grenzmark-Lausitz vor.
Nachdem die Strukturen der KPD durch einen Überläufer unterwandert werden konnte, wurde Dreke neben anderen Widerstandskämpfern am 9./10. November 1934 verhaftet sowie wegen des Vorwurfs der Vorbereitung zum Hochverrat zu einer zehnjährigen Haftstrafe verurteilt. In der gemeinsamen Anklageschrift war „unter der Arbeiterschaft in Brandenburg (Havel) eine starke Propagandatätigkeit für die illegale Tätigkeit“ dokumentiert worden. Des Weiteren musste die Gestapo feststellen, dass es der KPD gelungen war „sich offensichtlich eine feste Organisation zu schaffen und planmäßige Funktionäre anzusetzen, die bereit sind, Gut und Blut an ihre Idee zu geben.“ Dreke wurde in Potsdam und im Zuchthaus Brandenburg inhaftiert und von dort 1939/40 als politischer Häftling in einem Emslandlager sowie später ins KZ Sonnenburg und im März 1945 ins KZ Buchenwald überstellt.
Nach dem Ende des Zweiten Weltkriegs nahm er in Berlin Kontakt mit der Gruppe Ulbricht auf. Im August 1945 wurde Dreke nach Prenzlau beordert und für den Aufbau der lokalen KPD bestimmt, deren Kreisvorsitzender er wurde. Nach der Vereinigung von SPD und KPD wurde Dreke neben Robert Schulz zu einem der Kreisvorsitzenden der SED in Prenzlau. Dreke war ebenso Vorsitzender des Kreistags in Prenzlau und der lokalen Struktur der Vereinigung der Verfolgten des Naziregimes (VVN). Dreke verstarb 1956 in Potsdam. Er war verheiratet mit Olga Dreke.

## Ehrungen

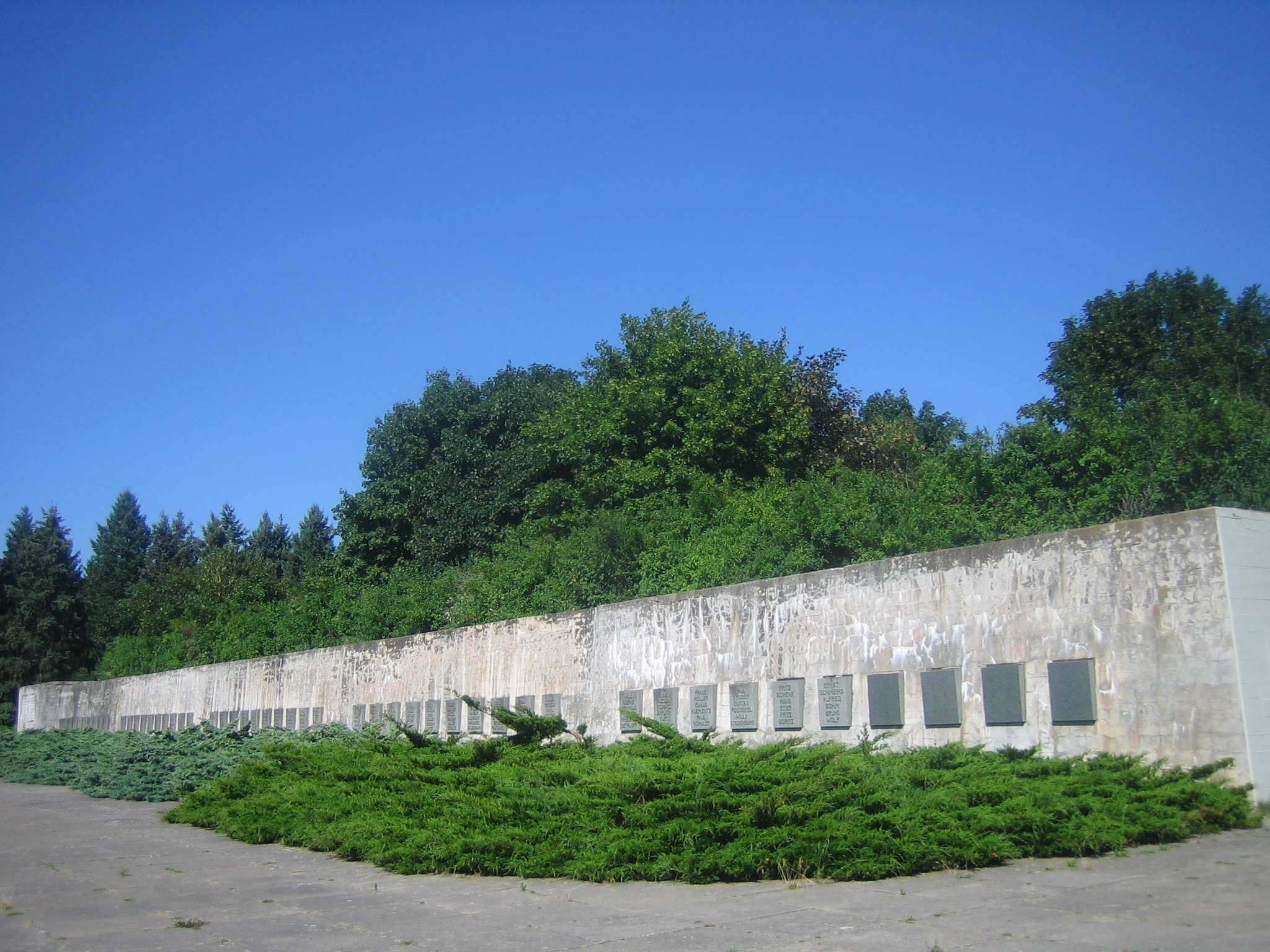
Gedenkanlage Die Unbeugsamen auf dem Neuen Friedhof in Neubrandenburg

- Nennung von Georg Dreke auf den Tafeln der am 8. September 1972 eingeweihten Gedenkanlage Die Unbeugsamen als Ehrenmal Für die Kämpfer gegen Reaktion und Faschismus.[7]
- Georg-Dreke-Ring in Prenzlau sowie Cottbus.